# Heilutu
Heilutu (Helilu-tu, chejłutu) – żyzne gleby uprawne, występujące na Płaskowyżu Lessowym w Chinach (są to gleby niestrefowe). Ich nazwa znaczy po chińsku „ciemna gleba”.
Tradycyjnie przyjmuje się, że gleby te powstały ze zubożonych długotrwałą uprawą czarnoziemów, które były przez człowieka na przestrzeni wieków "nawożone" deluwialnym materiałem lessowym. Pozyskiwano go z obniżeń terenu i wąwozów, w których się wcześniej akumulował. Późniejsze badania sugerują, że większość tych gleb powstało przez naturalną, eoliczną akumulację cząstek lessowych na ich powierzchni. Miąższość naniesionego materiału lessowego wynosi zwykle 40–50 cm, lecz może dochodzić do 100 cm. Poniżej jest widoczny naturalny profil czarnoziemu.
Są to gleby o brunatnoszarej barwie, pryzmatyczno-gąbczastej strukturze oraz niewielkiej zawartości próchnicy (1,5% na powierzchni, 0,5% w spągu). Charakteryzują się one obojętnym lub lekko zasadowym odczynem (pH 7,0-8,0), niewielką pojemnością sorpcyjną (5–13 cmol(+)/kg). Są zasobne w potas, lecz ubogie w azot i fosfor. W całej objętości naniesionego materiału można znaleźć fragmenty kości, węgli drzewnych i ceramiki. Wyraźne ślady aktywności fauny glebowej są widoczne zarówno w profilu gleby helilutu, jak i zalegającym pod nim profilu gleby czarnoziemnej.
Według międzynarodowej systematyki gleb WRB gleby te są klasyfikowane jako Anthrosols zawierające epipedon cumulic. Według amerykańskiej klasyfikacji Soil Taxonomy są to Inceptisols, dokładniej Cumuli Anthrepts. W obowiązującej w Chinach od 2001 r. klasyfikacji, gleby te, podobnie jak w WRB, zalicza się do Anthrosols. Przed 2001 r. nazywano je Cumulic Helilu Soils.